# Albin Holmgren
Albin Holmgren (ur. 8 czerwca 2001) – szwedzki narciarz dowolny, specjalizujący się w jeździe po muldach, srebrny medalista mistrzostw świata juniorów.

## Kariera
Po raz pierwszy na arenie międzynarodowej pojawiła się 16 stycznia 2016 roku w Duved, gdzie w zawodach FIS zajął piąte miejsce w jeździe po muldach. W 2018 roku wywalczył srebrny medal na mistrzostwach świata juniorów w Duved.
W zawodach Puchar Świata zadebiutował 9 grudnia 2017 w Ruce, gdzie nie ukończył rywalizacji w jeździe po muldach. Pierwsze pucharowe punkty wywalczył blisko rok później w tej samej miejscowości, zajmując 28. miejsce w jeździe po muldach. Na podium zawodów tego cyklu po raz pierwszy stanął 11 grudnia 2021 roku w Idre Fjäll, kończąc rywalizację w jeździe po muldach na drugiej pozycji. W zawodach tych rozdzielił Ikumę Horishimę z Japonii i Francuza Benjamina Caveta.
Podczas mistrzostw świata w Sierra Nevada w 2017 roku zajął 36. miejsce w jeździe po muldach i 25. w muldach podwójnych. Na rozgrywanych cztery lata później mistrzostwach świata w Idre Fjäll zajął odpowiednio 11. i 16. miejsce.

## Osiągnięcia

### Mistrzostwa świata
| Miejsce | Dzień   | Rok  | Miejscowość   | Konkurencja      | Zwycięzca        |
| ------- | ------- | ---- | ------------- | ---------------- | ---------------- |
| 36.     | 8 marca | 2017 | Sierra Nevada | Muldy            | Ikuma Horishima  |
| 25.     | 9 marca | 2017 | Sierra Nevada | Muldy podwójne   | Ikuma Horishima  |
| 11.     | 8 marca | 2021 | Ałmaty        | Jazda po muldach | Mikaël Kingsbury |
| 16.     | 9 marca | 2021 | Ałmaty        | Muldy podwójne   | Mikaël Kingsbury |

### Puchar Świata

#### Miejsca w klasyfikacji generalnej
- sezon 2018/2019: 174.
- sezon 2019/2020: 134.

Od sezonu 2020/2021 klasyfikacja jazdy po muldach jest jednocześnie klasyfikacją generalną.
- sezon 2020/2021: 29.
- sezon 2021/2022: 19.

#### Miejsca na podium w zawodach
1. Idre Fjäll – 11 grudnia 2021 (muldy) – 2. miejsce